# Архістратиг Михаїл (срібна монета 2024)
«Архістрати́г Михаї́л» — срібна пам'ятна монета номіналом 10 гривень, випущена Національним банком України. Присвячена одному з головних архангелів, відомому як архістратиг Михаїл, що в перекладі з грецької означає «головнокомандувач». Сьогодні образ архістратига Михаїла присутній в атрибутиці українських військ і символізує боротьбу зі злом.
Монету введено в обіг 27 грудня 2024 року. Вона належить до серії «Інші монети».

## Опис монети та характеристики
| Номінал грн | Метал            | Маса, грам   | Діаметр, мм | Якість виготовлення       | Гурт                             | Тираж, штук |
| ----------- | ---------------- | ------------ | ----------- | ------------------------- | -------------------------------- | ----------- |
| 10          | срібло 999 проби | 31,1 / 33,62 | 38,61       | спеціальний анциркулейтед | гладкий із заглибленими написами | 10 000      |

### Аверс

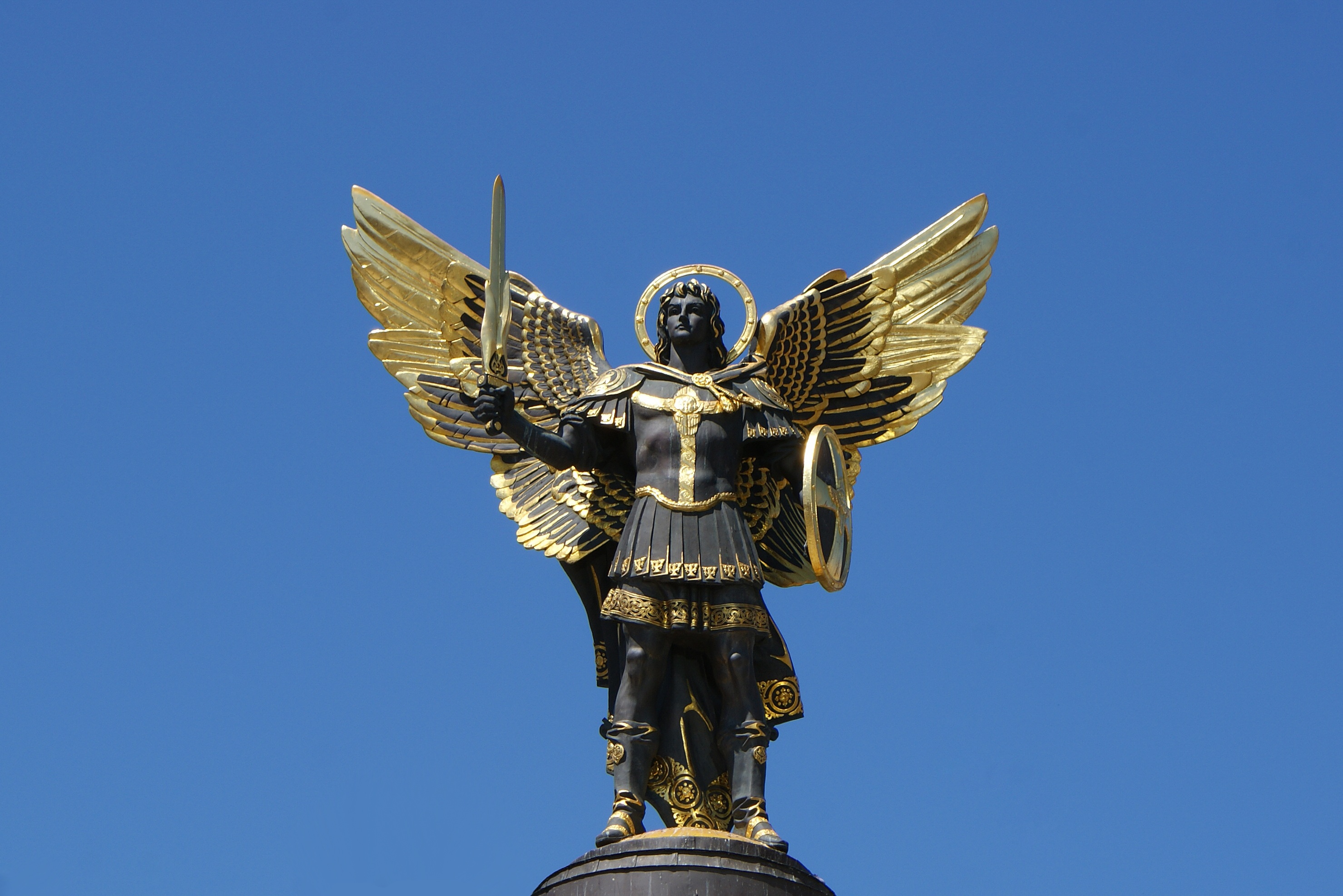
Статуя Архістратиг Михаїл у Києві

На аверсі монети розміщено: угорі малий Державний Герб України, під яким напис — «УКРАЇНА»; по колу на тлі патерну з ММ-14 (Малюнка маскувального зразка 2014 року, відомого також під неофіційними назвами «Піксель» та «Український піксель») зображено стилізований лавровий вінок, що символізує славу та перемогу; унизу номінал «10» та графічний символ гривні. У центрі у восьмикутному картуші на дзеркальному тлі зображено логотип, під яким написи: «НАЦІОНАЛЬНИЙ» / «БАНК УКРАЇНИ» / «2024».

### Реверс
На реверсі монети на дзеркальному тлі зображено архістратига Михаїла; праворуч та ліворуч розташовані стилізовані силуети воїнів Збройних Сил України, гвинтокрили та протитанкові їжаки, що композиційно підкреслюють боротьбу, яка ведеться за незалежність; по колу розміщено напис: «…ЗА НАС І ДУШІ ПРАВЕДНИХ, І СИЛА АРХІСТРАТИГА МИХАЇЛА» (рядки з поеми Т. Г. Шевченка «Гайдамаки»).

## Автори
- Художники: Таран Володимир, Харук Олександр, Харук Сергій.
- Адаптація дизайну — Кучинська Олександра.

## Вартість монети
Під час введення монети в обіг 2024 року, Національний банк України реалізовував монету за ціною 3751 гривня.
Фактична приблизна вартість монети, з роками змінювалася так:
| Рік       | 2025  | 2026 | 2027 |
| --------- | ----- | ---- | ---- |
| Ціна, грн | 4 600 |      |      |